# أليس ألدرج
أليس ألدرج (بالإنجليزية: Alice Alldredge)‏ هي عالمة محيطات وأحياء مائية أميركية. تقوم بتدريس ثلج البحار ودورة الكاربون والميكروبات والعوالق في بيئة المحيطات. وقد عملت على أبحاث في البحار المفتوحة في مختبرها بجامعة كاليفورنيا، سانتا باربرا. وتعاونت مع شبكة الأبحاث البيئية طويلة الأمد في موقع أبحاث موريا للبيئة المرجانية، في بيلنسيا الفرنسية. كما تعد واحدة من أبرز الباحثين العلميين والأكثر إستشهادا بهم منذ 2003, وفقا لبحث موقع ISI السنوي للائحة المعرفة، والذي ينشره ثومسون رويترز.

## حياتها
ولدت أليس لويس ألدرج في دينفر، كولارادو في الولايات المتحدة الأميركية عام 1949. وتخرجت من مدرسة ميريت هوتون الثانوية في ثورنتون، كولارادو. ثم درست علم الاحياء في كلية كارلتون حتى عام 1971. كان قد ألهمها والدها للاهتمام بالعلوم وكذلك فعلت والدتها.
حصلت على الدكتوراة من جامعة كاليفورنيا، دافيس عام 1975. بعد أن درست في المؤسسة الأسترالية لعلوم البحار بين عامي 1975-1976 كزميلة للناتو بقسم دراسات ما بعد الدكتوراة.
إنضمت للتدريس في جامعة كاليفورنيا، سانتا باربرا عام 1976. وعلمت على أبحاث حول بيئة المحيطات. وإكتشفت وجود جزيئات تسمى الجزيئات القاطعة الشفافة أو TEP وعوالق حيوانية قاعية. كما عملت على وصف هجرة هذه الكائنات وتشتتها عبر الشعاب المرجانية ومروج الأعشاب البحرية ورمال المد والجزر.
تختص أليس بتدريس ثلج البحار وجزيئات قاع المحيط ودورة الكاربون في البحار. وقد غيرت مفاهيم العلم لتدفق الجزيئات القاعية عبر أبحاثها عن ثلج البحار. وعملت على أول قياس لمعدلات غرق ثلج البحار الممكن ملاحظتها. مكتشفة أنها تتسارع بشكل كاف لإيصال كميات كبيرة من الكاربو العضوي إلى أعماق البحار.
إضافة لتدريسها وأبحاثها في الجامعة، تعمل أليس كباحثة لدى موقع أبحاث موريا للشعاب المرجانية ودراسات LTER في بيلنسيا الفرنسية. حيث تدرس التيارات والقوى المؤثرة في نقل ماء الجزيرة. وتقيّم التأثيرات البيولوجية للعوالق الحيوانية والأسماك في منطقة الشعاب المرجانية. كما يقيّم العلماء السمات البيوكيمياوية والفروق بين المياه عبر منطقة الشعاب المرجانية وبين المياه البعيدة عن الشاطئ.
تلعب أليس دورا هاما بكون جامعة كاليفورنيا، سانتا باربرا تحتل المرتبة السابعة عالميا وفقا لتأثيرها العلمي والعالمي وسجل تعاونها. وتعد من ضمن 0,1% من باحثي شبكة المعرفة ISI الأكثر إشادة بهم منذ عام 2003 حتى اليوم.
إنتخبت أليس زميلة للإتحاد الأميركي لتقدم العلوم عام 1990. وربحت ميدالية هنري بريانت بيجلو من مؤسسة وودز-هيل لعلم المحيطات عام 1992. كما قُلدت منصب رئيس برنامج دراسات علوم البحار في جامعة كاليفورنيا، سانتا باربرا عام 1995. والذي شغلته حتى عام 2004 وقدم لها جائز قدرها 5000 دولار. إضافة لنيلها جائزة التدريس المميز للعلوم من الجامعة نفسها عام 1996. واختيارها زميلة للإتحاد الأميركي الجيوفيزيائي عام 1998.
أصبحت أليس ريسة لقسم البيئة، والتطور, والاحياء البحرية عام 2004. وحصلت على جائزة ج. إيفيلين هوتشينسون من المجتمع الأميركي لعلم المحيطات والبحيرات عام 2008. واخيرا إستلمت جائزة الإنجاز المميز لإتحاد خريجي كلية كارلتون عام 2011.